# Attang Salo (Soppeng)
Attang Salo è una suddivisione amministrativa indonesiana (Kelurahan) situata nella provincia del Sulawesi Meridionale sull'isola di Sulawesi. Sul territorio di Attang Salo sorge il kampung di Madini o Madining.